# 荻野ケン
荻野 ケン（おぎの ケン）は、日本の漫画家。2019年より『コミックファイア』（ホビージャパン）にて、岸馬きらくの小説『新米オッサン冒険者、最強パーティに死ぬほど鍛えられて無敵になる。』のコミカライズを連載している。あいち造形デザイン専門学校まんが科卒業。

## 来歴
2007年、荻野健名義で「疾風姫 暁太刀風」がJUMPトレジャー新人漫画賞11月期で佳作を受賞。審査員は矢吹健太朗。
2015年、『週刊少年ジャンプ』にて『レディ・ジャスティス』を連載。荻野によると、短期で連載が終了したのは上手くいかなかったためである。その後、漫画家のアシスタントとして生活をしていたが、2019年、『コミックファイア』にて、岸馬きらく原作の『新米オッサン冒険者、最強パーティに死ぬほど鍛えられて無敵になる。』の作画担当として連載開始。同作により、漫画家のみでご飯を食べていけるようになっている。

## 作品リスト

### 連載
- レディ・ジャスティス（『週刊少年ジャンプ』2015年25号[5] - 41号）
- 新米オッサン冒険者、最強パーティに死ぬほど鍛えられて無敵になる。（原作：岸馬きらく、キャラクター原案：Tea、『コミックファイア』2019年[2] - 連載中）

### 読み切り
- レディ・ジャスティス 人生最悪の日（『ジャンプNEXT!!』2014 vol.1）
- アベンジャーズ：インタビュー・ウィズ・ヒーローズ（『少年ジャンプ+』2019年10月2日[7]）

### 書籍
- 『レディ・ジャスティス』、集英社〈ジャンプ・コミックス〉2015年、全2巻
- 『新米オッサン冒険者、最強パーティに死ぬほど鍛えられて無敵になる。』、原作：岸馬きらく、キャラクター原案：Tea、ホビージャパン〈HJコミックス〉2020年 - 刊行中、既刊11巻（2025年4月1日現在）